# مكدين عليا
مكدين عليا (بالفارسية: مکدین علیا) هي قرية تقع في قسم بيشكوة موغوئي الريفي في إيران. يقدر عدد سكانها بـ 104 نسمة بحسب إحصاء 2016.